# Walter Ludwig Beuther
Walter Ludwig Beuther (* 15. November 1816 in Hombergshausen im Schwalm-Eder-Kreis; † 3. März 1874 ebenda) war ein deutscher Landwirt, Bürgermeister und Mitglied der kurhessischen Ständeversammlung.

## Leben
Walter Ludwig Beuther war in seiner Heimatgemeinde als Landwirt tätig und übte dort das Amt des Bürgermeisters aus, als er 1849 ein Mandat für die kurhessische Ständeversammlung erhielt. Diese wurde nach den Unruhen im Jahre 1830 zum Zweck der Beratung und Verabschiedung einer Verfassung gebildet und hatte bis 1866 Bestand, als das Land Hessen durch Preußen annektiert wurde.
Beuther blieb bis 1850 in dem Parlament. 